# Княжна гора
Княжна гора — городище в виде холма, находится на правом берегу реки Явонь, в 8 км от посёлка Демянск вблизи деревни Пески. По результатам раскопок 1980 года было установлено, что впервые поселение возникло здесь в конце первого тысячелетия нашей эры. По мнению исследователей, форма и местоположение холма говорит о его искусственном происхождении.
Высота горы — 29 м, длина верхней площадки — 86 м, ширина верхней площадки — 50 м, длина окружности верхней площадки — 331 м. По результатам раскопок и исследований на Княжной горе и по найденным здесь предметам X века, предполагают, что на этом месте существовало древнее городище Демон, вокруг которого в XI веке построили деревянную крепость, которая защищала подходы к Новгороду по воде и суше, но в XVI веке поселение было перемещено с Княжной горы, примерно на 8 км на запад, на место нынешнего Демянска. В годы Великой Отечественной войны в окрестностях проходили ожесточённые сражения (Демянская наступательная операция). На вершине Княжной горы стоит православный крест с надписью «Сим Победиши».

## Легенда
В народе существует несколько легенд про эту гору, вот две из них:
Первая легенда:
Давным-давно жил князь с молодой княгиней. Хорошо и счастливо они жили, но случилась война. Отправился князь с дружиной своей в поход. Прошла неделя, другая — нет от князя вестей. Попечалилась, погрустила княгиня и забыла своего суженого. Полюбила она добра молодца и уходила с ним на берег реки Явонь тешиться, миловаться. Нежданно — негаданно воротился из похода князь. Прослышал он от слуг верных об измене княгини. Опечалился горькой своей участи и велел позвать её к себе. Не заключил он её в темницу, не отдал в монастырь, а велел ей носить в рукаве своём песок на то место, где оставила свою верность. День за днём носила княгиня туда песок и на месте том вырос холм, а затем гора. Прошли годы, многое изменилось с тех пор, а гора всё стоит и называют её в народе Княжной горой.
По второй легенде, приехали на это место молодой князь с княгиней, а место это было проклятое. Всю ночь над шатром летала птица-оборотень, оборонила перо, которое упало князю на грудь и утром нашли князя мертвым. Княгиня с этого места не уехала, а в память о супруге всю жизнь носила на могилу землю – так и возникла гора.

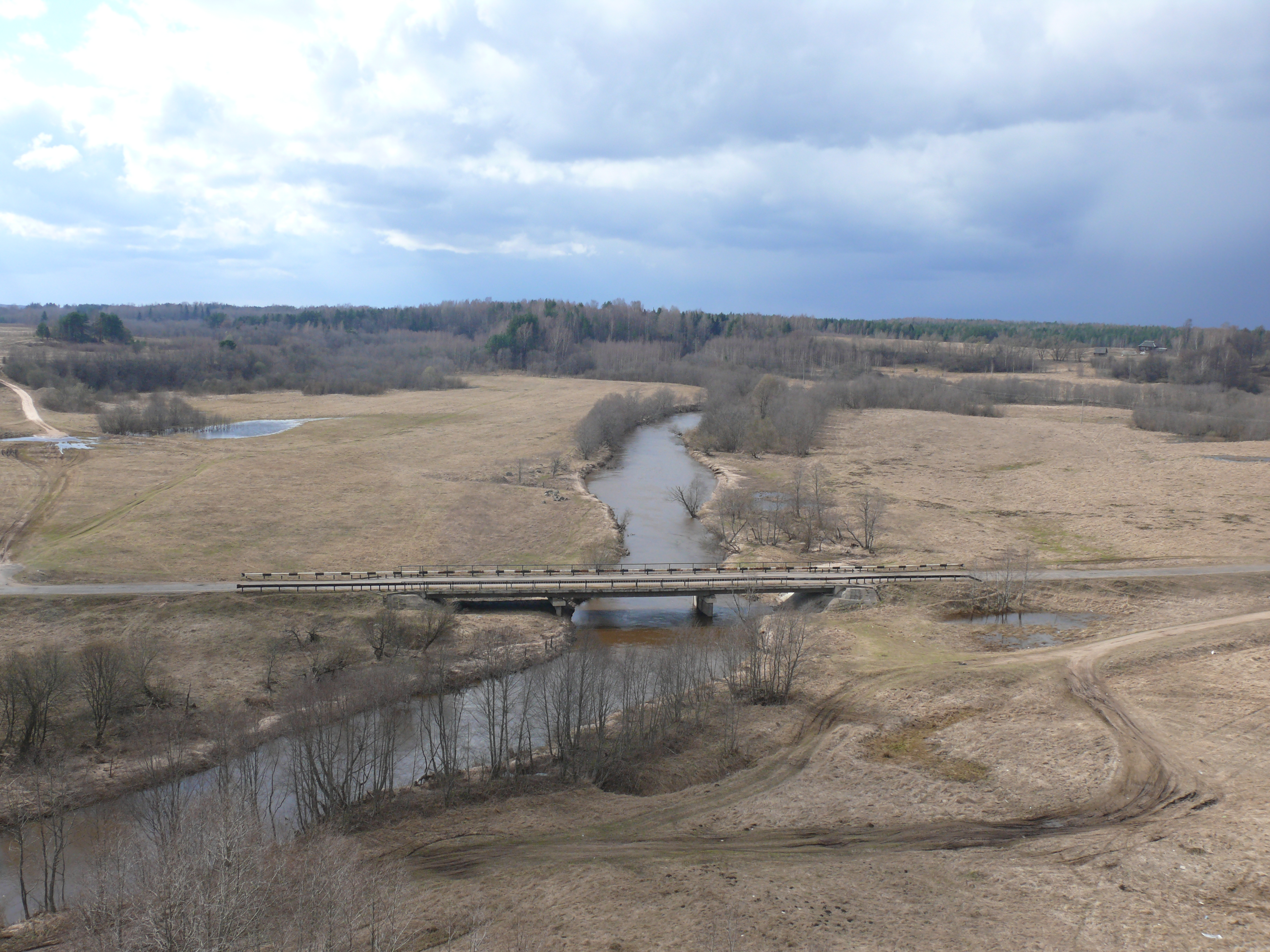
Вид с горы на реку Явонь